# The Maxi EP
The Maxi EP como próprio nome diz, foi um EP da banda dinamarquesa Royal Hunt lançado exclusivamente no mercado japonês devido a alta demanda do público por material da banda pois ela havia feito uma recente turnê acústica no país. A música "Bad Luck" foi gravada exclusivamente para este EP.

## Faixas
Todas as letras/músicas escritas por André Andersen.
1. "Clown in the Mirror" – 4:37
2. "Stranded" (Versão acústica) – 3:23
3. "Land of Broken Hearts" (Versão acústica) – 3:58
4. "Age Gone Wild" (Versão acústica) – 4:05
5. "Kingdom Dark" (Versão acústica) – 3:05
6. "Bad Luck" – 3:17

## Formação
- André Andersen - teclados, guitarra
- Henrik Brockmann - vocais, backing vocais
- Jacob Kjaer - guitarras
- Steen Mogensen - baixo
- Kenneth Olsen - bateria

com
- Maria McTurk, Maria Nørfelt, Carsten Olsen - backing vocais

## Produção
- Gravado no Mirand Studio, Copenhagen
- Mixado por André Andersen no House Of Music, New Jersey, USA
- Masterizado no Sterling Sound por George Marino
- Direção de arte por Martin Burridge